# Caso McLaurin v. Oklahoma State Board of Regents
McLaurin v. Oklahoma State Regents (1950), foi um caso da Suprema Corte dos Estados Unidos que reverteu uma decisão de uma corte inferior que sustentava os esforços da Universidade de Oklahoma para aderir a uma lei estadual que exigia que afro-americanos recebessem educação ou profissionalização através de bases segregacionistas. Portanto, a decisão da Suprema Corte não permitiu que a universidade educasse alunos brancos e negros afastados uns dos outros em instalações separadas.
O autor, George W. McLaurin, que já tinha mestrado em educação, teve inicialmente negada a admissão na Universidade de Oklahoma para obter o título de Doutor em Educação. McLaurin processou com sucesso no Tribunal Distrital dos EUA para o Distrito Ocidental de Oklahoma para obter admissão na instituição (87 F. Supp. 526; 1948 U.S. Dist.) baseando seu argumento na Décima Quarta Emenda.